# Campeonato Paranaense de Futebol de 2011 - Terceira Divisão
O Campeonato Paranaense de Futebol de 2011 - Série Bronze será a 12ª edição do Campeonato Paranaense de Futebol da Terceira Divisão.

## Pré-arbitral
Treze clubes se inscreveram para participar da competição e se reuniram em pré-arbitral no dia 23 de maio, ocasião em que os representantes dos clubes começaram a definir o regulamento, fórmula de disputa e tabela, bem como sugeriram que o certame seja dividido em 2 ou 3 grupos.
Entretanto, no arbitral realizado ema 13 de junho apenas 11 equipes confirmaram participação.
O campeonato deverá iniciar em 28 de agosto e tem seu término previsto para 4 de dezembro., embora  estivesse previsto para ocorrer, inicialmente, entre os meses de julho e dezembro de 2011, conforme calendário divulgado pela Federação Paranaense de Futebol.

## Participantes em2011[1]
| Equipe                          | Cidade                   | Região                            | No ano anterior                                                         | Estádio                            | Capacidade | Títulos        | Participações |
| ------------------------------- | ------------------------ | --------------------------------- | ----------------------------------------------------------------------- | ---------------------------------- | ---------- | -------------- | ------------- |
| Sociedade Esportiva Matsubara   | Cambará                  | Microrregião de Jacarezinho       | Lugar                                                                   | Estádio Gustavo Nunes Diniz        | --         | 0 (não possui) | 4             |
| Clube Atlético Cambé            | Cambé                    | Microrregião de Londrina          | Lugar                                                                   | Estádio José Garbelini             | --         | 0 (não possui) | 3             |
| GRECAL                          | Campo Largo              | Região Metropolitana de Curitiba  | Lugar                                                                   | Estádio Municipal Atílio Gionédis  | 2.000      | 0 (não possui) | 2             |
| Colorado Atlético Clube         | Colorado                 | Microrregião de Astorga           | Lugar                                                                   | Estádio Francisco Borges de Campos | 1.000      | 0 (não possui) | 4             |
| Grêmio Maringá                  | Maringá                  | Microrregião de Maringá           | Lugar                                                                   | Estádio Willie Davids              | 21.600     | 0 (não possui) | 2             |
| Junior Team Futebol             | Londrina                 | Microrregião de Londrina          | Lugar                                                                   | Estádio do Café                    | 45.000     | 0 (não possui) | 2             |
| PSTC                            | Londrina                 | Microrregião de Londrina          | Lugar                                                                   | Estádio do Café                    | 45.000     | 0 (não possui) | 2             |
| Sociedade Esportiva Platinense  | Santo Antônio da Platina | Microrregião de Jacarezinho       | Não Participou                                                          | Estádio José Eleutério da Silva    | --         | 0 (não possui) | 4             |
| Cincão Esporte Clube            | Londrina                 | Microrregião de Londrina          | Estreante                                                               | Estádio do Café                    | 45.000     | 0 (não possui) | 1             |
| Francisco Beltrão Futebol Clube | Francisco Beltrão        | Microrregião de Francisco Beltrão | Rebaixado do Campeonato Paranaense de Futebol de 2010 - Segunda Divisão | Estádio Anilado                    | 10.200     | 0 (não possui) | 1             |
| AFA                             | Umuarama                 | Microrregião de Umuarama          | Estreante                                                               | Estádio Municipal Lúcio Pipino     | 3.000      | 0 (não possui) | 1             |